# إكس آي آي آي (لعبة فيديو 2003)
إكس آي آي آي (بالإنجليزية: XIII)‏ هي لعبة تصويب من منظور الشخص الأول، تستند بشكل فضفاض إلى المجلدات الخمسة الأولى من سلسلة الروايات المصورة البلجيكية لعام 1984 التي تحمل الاسم نفسه. تم تطويره ونشره بواسطة يوبي سوفت، وتم إصداره في نوفمبر 2003 لـ مايكروسوفت ويندوز وبلاي ستيشن 2 وغيم كيوب؛ تم تطوير إصدار إكس بوكس من اللعبة، الذي تم إصداره في نفس الوقت، بواسطة ساوثيند إنتراكتيف، بينما تم تطوير إصدار ماك أو إس بواسطة زونيك، ونشرته فيرال إنتراكتيف، وتم إصدارها في العام التالي في يونيو 2004.
تم تصميم اللعبة بأسلوب الكتاب الهزلي والعرض المظلل، وتتضمن اللعبة أوضاع لعب فردية ومتعددة اللاعبين. تركز القصة الرئيسية للعبة على رجل مشوش وفاقد للذاكرة يبحث عن هويته بعد أن تقطعت به السبل على الشاطئ. يجد نفسه ببطء متورطًا في مؤامرة من قبل مجموعة تهدف إلى الإطاحة بالحكومة. بطل الرواية هو الشخص الذي اغتال رئيس الولايات المتحدة، والمطلوب من قبل مكتب التحقيقات الفدرالي.
تلقت العبة مراجعات مختلطة وحقق مبيعات ضعيفة عند إصدارها. كما تلقت لعبة متابعة للهواتف المحمولة بعنوان إكس آي آي آي 2، مع إعادة تصوير اللعبة كمغامرة بنقرة واحدة بعنوان إكس آي آي آي: الهوية الضائعة تم إصدارها في أكتوبر 2011. صدرت نسخة جديدة من اللعبة الأصلية، لأجهزة مايكروسوفت ويندوز ونينتندو سويتش وبلاي ستيشن 4 وإكس بوكس ون، وتم إصداره في 10 نوفمبر 2020.

## أسلوب اللعب
إكس آي آي آي هي لعبة تصويب منظور الشخص الأول مع عناصر التخفي والعمل في مهام معينة. تركز اللعبة على الشخصية الرئيسية، المسمى XIII، التي استيقظت مع فقدان الذاكرة. إنه يستخدم مجموعة متنوعة من الأسلحة والأدوات لكشف سر هويته عبر 13 فصلاً و 34 مهمة. الشخصيات والأسلحة في XIII مظللة، مما يعطي مظهرًا على غرار الكتاب الهزلي عن عمد، بما في ذلك الكلمات الصوتية الموجودة في الفقاعات للتأثيرات الصوتية. يستخدم أنريل إنجن 2  لأنه كان «قويًا حقًا لتصميم المستوى» وسمح بالتطوير «عبر جميع الأنظمة الأساسية باستخدام محرك واحد». تمت مقارنة الرسومات مع Jet Set Radio Future و Auto Modellista. شعرت المطورة أن المظهر يعكس الكتاب الهزلي ويبتكر في تصويره للعنف؛ تظهر بقع الدم بطريقة كرتونية.
تتضمن اللعبة 16 سلاحًا، من سكين إلى بازوكا، ومن عوزي إلى M60. يمكن استخدام الأشياء مثل الزجاجات أو الكراسي أو المكانس كأسلحة. تنتشر معدات Kevlar والخوذات وصناديق الإسعافات الأولية في جميع أنحاء الخريطة. يمكن أخذ الناس كرهائن أو كدروع بشرية، مما يمنع الأعداء من إطلاق النار على بطل الرواية. تستخدم أعواد القفل لفتح الأبواب والعنب للتسلق على الجدران. من خلال «الحاسة السادسة»، يمكن للـ XIII سماع الأعداء خلف الجدران بمساعدة إشارات "tap-tap-tap". تتضمن عمليات التخفي خنق الأعداء أو إخفاء الجثث. تنبثق الأجزاء الداخلية ذات النمط الهزلي في الجزء العلوي عند إجراء لقطة للرأس أو تكون بمثابة أدلة أو إرشادات للاعب.

### طور متعدد اللاعبين
تستضيف اللعبة متعددة اللاعبين 16 لاعبًا كحد أقصى. تتميز اللعبة بثلاثة أوضاع لعب قياسية بالإضافة إلى أوضاع حصرية لكل نظام: Team Deathmatch و Deathmatch و Capture the Flag و Sabotage (على الإكس بوكس وويندوز) و The Hunt (على ويندوز وبلاي ستيشن 2 وغيم كيوب) و Power-Up (على الكمبيوتر الشخصي وبلاي ستيشن 2). اعتمادًا على النظام الأساسي، يتراوح اللاعبون في الوضعين عبر الإنترنت وغير المتصل (ضد الروبوتات) من 4 إلى 16. لا يحتوي إصدار غيم كيوب على أي أوضاع عبر الإنترنت، بينما يستبعد إصدار الكمبيوتر الشخصي أوضاع الشاشات المتعددة ولكنه يتضمن محرر خرائط. هناك 13 خريطة في Deathmatch بالإضافة إلى واحدة إضافية في Team Deathmatch ، بينما 5 في Capture the Flag و 3 في Sabotage. يمكن للاعب الاختيار من بين 10 مظاهر شخصية مختلفة.
في Deathmatch ، يتنافس جميع اللاعبين ضد بعضهم البعض ويفوز أقوى لاعب. تتشابه لعبة Team Deathmatch ، لكن اللاعبين يشكلون فريقين. في Capture the Flag ، يجب على اللاعب استرداد العلم من قاعدة أعدائه وإحضاره إلى قاعدة فريقه. في التخريب، يجب على فريق واحد وضع قنبلة في ثلاثة مواقع مختلفة، بينما يجب على الفريق المقابل حماية هذه المناطق؛ يفوز الحماة إذا تم تجاوز الحد الزمني (إلا إذا تم ضبط الوقت على لانهائي). يتم العثور على القنبلة دائمًا في بداية قاعدة الفريق، ويجب على اللاعب الذي يحمل القنبلة الانتظار لمدة 12 ثانية حتى يتمكن من إسقاطها والاحتماء من الانفجار التالي. في The Hunt ، يجب على اللاعبين إطلاق النار على الأشباح، والتي تصبح أصغر تدريجيًا بعد تلقي الضربات. يمتلك اللاعب سلاحًا واحدًا فقط، وهو مسدس الصيد، الذي يمكنه من خلاله إطلاق النار على خصومه من البشر. Power Up هي لعبة الموت، حيث توجد مربعات تحتوي على قدرات خاصة مؤقتة، مثل الاختفاء والسرعة الأعلى، في جميع أنحاء الخريطة.

## الحبكة
عثر أحد عمال الإنقاذ على رجل مصاب بطلق ناري على شاطئ في بروكلين بمدينة نيويورك. يعاني من فقدان الذاكرة، لا يمكن للرجل إلا أن يتذكر إطلاق النار عليه أثناء محاولته الهروب من قارب، ويتعلم أنه يمتلك مفتاح إيداع بنكي وشماً للرقم الروماني XIII على كتفه الأيمن. عندما وصل رجال بقيادة قاتل محترف يُدعى النمس لقتله، وعرفه على أنه XIII ، وجد نفسه مجبرًا على الفرار. يقود التحقيق في المفتاح XIII إلى أحد البنوك حيث يتذكر أنه كان يحقق في مؤامرة، لكنه نصب فخًا للمتورطين ينفذه عن غير قصد. أُجبر XIII على الفرار وسط الفوضى، ووجد نفسه خارج البنك اعتقل من قبل مكتب التحقيقات الفيدرالي بتهمة اغتيال رئيس الولايات المتحدة، ويليام شيريدان. بعد استجواب المحقق الرئيسي، الكولونيل عاموس، علم الرجل أن وجهه ينتمي إلى وجه مطلق النار في جريمة القتل، ستيف رولاند. بعد هجوم النمس على مقر مكتب التحقيقات الفيدرالي، وجد XIII نفسه بمساعدة جندية تدعى جونز، يتذكر أنها عملت معها، وهربت من المدينة.
أبلغ جونز XIII أن الاثنين كانا يعملان مع المحارب المخضرم الجنرال بن كارينجتون، الذي كان يجري تحقيقًا موازيًا في وفاة الرئيس وكشف عن مؤامرة ضد الحكومة الأمريكية. علم أنه تم القبض عليه واقتياده إلى محطة قاعدة في جبال الأبلاش، يسرع XIII في إنقاذه من أجل الكشف عن ماضيه. يوافق كارينغتون على مساعدته، لكنه يأمر XIII بمساعدة جهة اتصال في جبال روكي. يلتقي XIII مع جهة الاتصال التي تعرّف نفسها على أنها كيم رولاند، وأنه ليس رولاند؛ مات زوجها رولاند الحقيقية بعد ارتكاب عملية الاغتيال. لحمايتها من الرجال الذين أرسلهم النمس، تم القبض على XIII بعد انهيار جليدي واقتيد على الفور إلى مصحة للأمراض العقلية لفحصها بعد أن اشتبه القاتل في أنه محتال. تمكن XIII من الفرار، مما أسفر عن مقتل مدير اللجوء، قبل لم شمله مع جونز.
بعد إبلاغه باجتماع يجري في المكسيك، وجد XIII نفسه مرسلاً للتنصت عليه داخل قاعدة مجموعة من القوات الخاصة تسمى سبادس. أثناء تسلله، يتذكر XIII هويته باسم جيسون فلاي، زميل في رولاند. جمع الأدلة على أن المؤامرة تنطوي على انقلاب باستخدام جنود SPADS بقيادة مجموعة قوية، XIII يتعامل مع اثنين من المتآمرين، مع التخلص من مخزون الأسلحة المخصص للانقلاب. عند عودته إلى الولايات المتحدة، التقى كارينغتون مع XIII جنبًا إلى جنب مع عاموس، ويكشف لكليهما أن مقتل شيريدان قد قُتل على يد المتآمرين بعد الاغتيال، لكنه نجا لفترة كافية للاتصال بزوجته. غاضبًا من موته، قرر كيم الانتقام، وقرر فضح هوية المجموعة ومخططهم للسلطات من خلال تزوير بقاء رولاند. يكشف كارينجتون أن فلاي وافق على المساعدة بإجراء جراحة تجميلية لتكرار مظهر رولاند؛ يتذكر XIII أنه كان على وشك تحديد القائد، قبل حدوث خطأ ما.
بمساعدة مكتب التحقيقات الفيدرالي، يسرع XIII في الكشف عن هوية المتآمرين، ويتسلل إلى موقع اجتماع المجموعة لمعرفة كيف سيحدث الانقلاب. مع وجود أدلة كافية، التقى XIII ، وآموس، وكارينغتون مع شقيق ويليام والتر، وشرحوا له المؤامرة - مجموعة من الرجال الأقوياء في الولايات المتحدة، يطلقون على أنفسهم "XX" («العشرون») - بسبب الرومان أرقام موشومة على كل عضو - خطط لانقلاب خلال تمرين محاكاة الحرب باستخدام جنود سبادس الموالين، الذين سيحلون محل الديمقراطية الأمريكية بحكومة شمولية. بما أن الانقلاب يشمل منشأة عسكرية رئيسية، يقدم والتر المساعدة للدخول إلى الموقع. بعد وقت قصير من وصوله، وجد XIII نفسه مضطرًا لحماية خليفة ويليام عندما بدأ SPADS بمهاجمة الموقع، والقضاء على الأعضاء المتبقين الذين لم يُقتلوا أو يُقبض عليهم، قبل هزيمة النمس في معركة أخيرة واحدة.
مع إحباط الانقلاب، أقام والتر حفلة على يخته الخاص. أثناء البحث عنه، سمع XIII كيم يتجادل مع والتر، ولديه ذكريات الماضي التي تكشف أن والتر كان وراء المؤامرة. تنتهي اللعبة على cliffhanger عندما يجد والتر، برفقة حراس شخصيين مسلحين، XIII في مكتبه الخاص.

## التطوير
أعلنت يوبي سوفت في 13 مارس 2002، أنها ستعمل على لعبة تسمى XIII. بناء على الكتاب الهزلي الذي يحمل نفس الاسم من قبل البلجيكي جان فان هام. ظهرت اللعبة لأول مرة في حدث أقيم في مونتريال،  وتم تقديمها في معرض الترفيه الإلكتروني 2002 في مايو 2002، مع ألعاب مثل دوم III و Max Payne 2 و Warcraft III: Reign of Chaos. في 22 نوفمبر 2002، أعلنت شركة يوبي سوفت عن تأجيل اللعبة. خمّن جاستن كالفيرت من غيم سبوت أنه سيتم استخدام الوقت لفحص اللعبة بدقة وتنفيذ ميزات إضافية على منصات أخرى.
في 7 مايو 2003، أعلنت يوبي سوفت أن المغنية والممثلة والموديل Eve سيكون صوت الشخصية الرئيسية جونز. صرحت نائبة رئيس التسويق في يوبي سوفت، توني كي، بأنها كانت الخيار الأمثل لهذا الدور، معترفةً بأن لديها «مزيجًا من الأسلوب والجاذبية والموقف — وهي سمات مثالية تصف شخصية جونز.» شهرين في وقت لاحق، تم الكشف عن عملين صوتيين رئيسيين آخرين: ديفيد دوشوفني سيلعب دور جايسون فلاي (XIII)، بينما آدم ويست، الجنرال كارينجتون. تم إطلاق الموقع الرسمي في 19 أغسطس، ويضم مقاطع فيديو ومعلومات حول طريقة اللعب. نفذت يوبي سوفت طلبًا مسبقًا في 4 سبتمبر، ووعدت بإصدار تجريبي مجاني مع لاعبين متعددين وموسيقى تصويرية.
تم الترويج للعبة في Fall College Tour من سبتمبر إلى أكتوبر. ابتداءً من جامعة كورنيل وانتهت في جامعة جنوب كاليفورنيا، تضمنت الجولة عروضًا توضيحية للألعاب، يمكن لعبها عبر نظام GamePort ذي 50 شاشة. تم إصدار عرض توضيحي آخر، متعدد اللاعبين فقط، في 2 أكتوبر، لكن اكتشاف خطأ أدى إلى إزالته. تم إصدار عرض توضيحي ثابت مختلف بعد يوم. أتيحت الفرصة للاعبي إكس بدءًا من 15 ديسمبر للفوز بواحدة من 50 نسخة من اللعبة. أطلق على الحملة اسم «13 يومًا على عيد الميلاد»: أولئك الذين قضوا ما لا يقل عن 13 ساعة في اللعب حتى عيد الميلاد تأهلوا للمسابقة. تم اختيار الفائز عشوائيًا في 9 يناير.

## التقييم
| التقييم |                                                     |
| --- | --------------------------------------------------- |
| مجموع النقاط المجموع نقاط ميتاكريتيك PC) 72/100) PS2) 73/100) Xbox) 74/100) NGC) 73/100) نتائج المراجعة نشرة نقاط إلكترونك غيمينغ مونثلي 6.5/10 يورو غيمر 8/10 غيم ريفولوشن +C غيم سباي غيم زون 7.8/10 آي جي إن 8/10 |                                                     |
| مجموع النقاط |                                                     |
| المجموع | نقاط                                                |
| ميتاكريتيك | PC) 72/100) PS2) 73/100) Xbox) 74/100) NGC) 73/100) |
| نتائج المراجعة |                                                     |
| نشرة | نقاط                                                |
| إلكترونك غيمينغ مونثلي | 6.5/10                                              |
| يورو غيمر | 8/10                                                |
| غيم ريفولوشن | +C                                                  |
| غيم سباي | 3/5 stars                                           |
| غيم زون | 7.8/10                                              |
| آي جي إن | 8/10                                                |

تلقت لعبة إكس آي آي آي مراجعات «مختلطة أو متوسطة»، وفقًا لمراجع ألعاب الفيديو ميتاكريتيك.
غالبًا ما أشاد المراجعون بأسلوب اللعبة الرسومي وعرضها، بينما كانوا ينتقدون طريقة اللعب. وصفتها شركة غيم برو بأنها «تجربة منعشة ومذهلة». قالت آي جي إن: «تتميز XIII بلمعان رائع يحركه القصة، ولكن في جوهره، يثقله بعض العيوب المحيرة في بعض الأحيان، بالإضافة إلى الأسلحة الباهتة والقتال البسيط». كما انتقدت غيم زون القتال، قائلة: «لولا الرسوميات التي ستحمل اللعبة، لكانت لعبة XIII مملة. تعتبر المعارك النارية هي أفضل جزء من طريقة اللعب. كما أنها الجزء غير المتوازن». قال إدج إن XIII لديها «ميزة فنية حقيقية: إنها لا تتقادم أبدًا؛ لقد تم رسم كل حلقة بعناية واهتمام دقيقين. كان يمكن أن يكون إنجازًا مذهلاً إذا كانت طريقة اللعب مطابقة لاتجاه الفن المتميز». انتقدت غيم سباي الرسومات ووضع تعدد اللاعبين، وخلصت إلى «عندما يتعلق الأمر بها، فإن XIII هي لعبة رائعة ... فقط لا تتوقع FPS لهذا العام، للأسف، هذا ليس هو».
قال GamesTM: «إنها واحدة من مواقف الأكياس المختلطة - ومضات من العبقرية ولحظات نجاح ممتعة حقًا، وغارقة أحيانًا بسبب التلف غير المتوازن للسلاح، والذكاء الاصطناعي الخرقاء ، والتصميم الغريب غير العادل الذي يتطلب مآثر مذهلة للذاكرة». وصف يورو غيمر اللعبة بأنه «تحفة معيبة. لعبة مليئة بالتنوع والنضارة تفتقر إلى معظم تمارين امتياز المزارع في المصنع التي تمر عبر مكاتبنا بانتظام ساحق». أشادت غيم ريفولوشن بقصة اللعبة ، وأسلوبها الرسومي ، والتمثيل الصوتي والموسيقى التصويرية ، بينما انتقدت طريقة اللعب باعتبارها «مباشرة - وفي بعض الحالات مملة - كما هي الحال بالنسبة إلى FPS». سجلت إلكترونك غيمينغ مونثلي اللعبة 6.5 / 6.5 / 6.5: قال Joe Fielder، المراجع الأول ، «ستتعرض لضغوط شديدة للعثور على لعبة مذهلة بصريًا أكثر من XIII»، لكنه اشتكى من «تراكم العديد من الإحباطات اللعبة عمل روتيني أكثر من التشويق». قال جريج فورد من المجلة ، الذي قدم المراجعة الثالثة ، إن «أسلوبها ومشاهدها المقطوعة وقصتها كلها رائعة ، لكن طريقة اللعب الفعلية عادية جدًا»؛ وختم بالقول: «ولكن إذا كان كل ما تحتاجه هو إصلاح قوي لإطلاق النار ، فإن XIII ستعمل على ما يرام. ليس لديها عيوب قاتلة ، ويجب أن تستمر قصة المؤامرة».
كان أداء مبيعات اللعبة أقل من المتوقع. في عام 2010، صنفتها UGO في المرتبة السابعة في قائمة الألعاب التي تحتاج إلى تكملة.
في أول جوائز سبايك لألعاب الفيديو في عام 2003، تم ترشيح XIII لفئة «أفضل رسوم متحركة» وفئة «أفضل حركة من منظور الشخص الأول»، لكنه خسر أمام كول أوف ديوتي.